# Trygve Gulbranssen

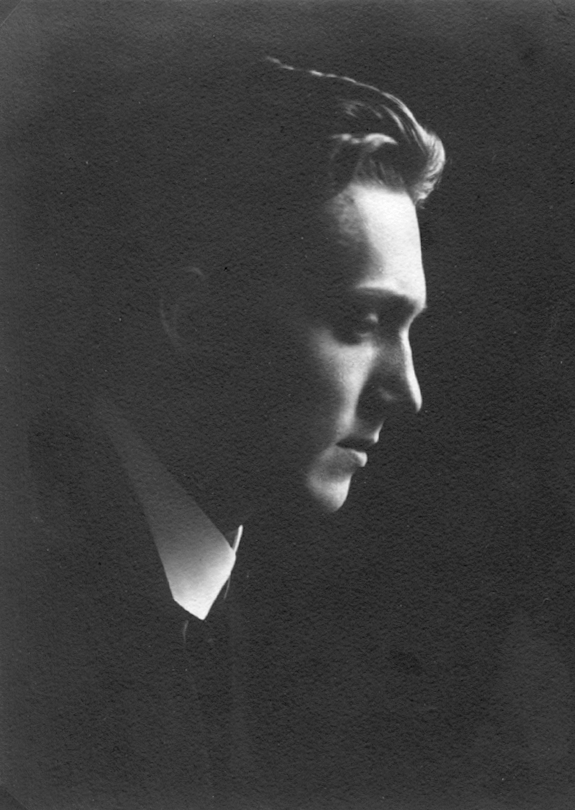
Trygve Gulbranssen, 1915

Trygve Emanuel Gulbranssen (Oslo, 15 juni 1894 – Eidsberg, 10 oktober 1962) was een Noors romanschrijver.
Gulbranssens beroemdste werk is de trilogie Het geslacht Bjørndal, bestaande uit En eeuwig zingen de bossen (1933), Winden waaien om de rotsen (1934) en De weg tot elkander (1935), waarin hij het Noorse plattelandsleven in de periode 1760-1810 beschrijft. Gulbranssen heeft over het algemeen niet veel op met de hogere standen en die worden ook stevig en met humor op de hak genomen. 
Gulbranssens trilogie verscheen in de jaren '30 in het Nederlands bij de Zuid-Hollandsche Uitgeversmaatschappij in Den Haag, vertaald door dr. Annie Posthumus en geïllustreerd door Anton Pieck. Deze uitgaven behaalden minimaal 64 drukken. In december 2024 verscheen bij uitgeverij Karmijn een nieuwe vertaling van het eerste deel van de trilogie, van de hand van Lammie Post-Oostenbrink.
- Bibsys: 90169933
- Bibliothèque nationale de France: cb12524643m (data)
- Gemeinsame Normdatei: 116924489
- International Standard Name Identifier: 0000 0001 0961 5958
- Library of Congress Control Number: n80076543
- Nationale Bibliotheek van Letland: 000052890
- Nationale Bibliotheek van Tsjechië: jn19990002981
- Nationale bibliotheek van Australië: 35840845
- Nationale Bibliotheek van Israël: 987007274375405171
- Nationale en Universitaire bibliotheek Zagreb: 000014699
- Nederlandse Thesaurus van Auteursnamen: 069444277
- Réseau des bibliothèques de Suisse occidentale: 02-A003331135
- LIBRIS: 188879
- Système universitaire de documentation: 034495657
- Trove: 1111170
- Virtual International Authority File: 27175692
- WorldCat: E39PBJqqrxPpJx998p8MYBTCQq

1. ↑  https://www.vertalerslexicon.nl/1881/09/05/johanna-arina-huberta-annie-posthumus-1881-1964/. Geraadpleegd op 25 februari 2025.
2. ↑  https://www.boekwinkeltjes.nl/b/135749329/En-eeuwig-zingen-de-Bosschen/ (25 februari 2025).
3. ↑  http://www.uitgeverijkarmijn.nl/boek/en-eeuwig-zingen-de-bossen/ (25 februari 2025).